# ۵۳۳ (میلادی)
۵۳۳ (میلادی) پانصد و سی و سومین سال تقویم میلادی است.

## درگذشتگان
- تئودریک یکم، پادشاه رنس (یا ۵۳۴)
- هیلدریک، پادشاه وندال‌ها و آلان‌ها

‎